# Stare Jabłonki
Gmina Ostróda è un villaggio della Polonia, situato nel voivodato della Varmia-Masuria.